# 東造道
東造道（ひがしつくりみち）は青森県青森市の地名。1丁目、2丁目、3丁目がある。郵便番号030-0913。

## 地理
東造道（1 - 3丁目）は青森市市街地のなかでも東部に位置し、北は海岸に接する。東は道路・水路等をはさんで八重田、南は国道4号青森東バイパス赤川をはさんではまなす、西は赤川をはさんで造道に接する。ほとんどは住宅地であるが、青森県立中央病院ほかの公的機関、学校、商店等も立地している。

### 歴史
- 1994年（平成6年）の青森市造道・八重田地区の住居表示でこの地名となった。おおよそ、かつての大字造道字磯野のうち、国道4号青森東バイパスよりも北側の部分に相当する。
- 2017年（平成29年）4月1日 - 東造道一丁目にあった青森県立青森商業高等学校が市内大字戸山字安原の青森県立青森戸山高等学校跡地に移転。

### 交通
域内を通過する主な道路は次の通り。
- 青森県道259号久栗坂造道線 - かつての国道4号。八重田1丁目と東造道1丁目の境界線をなし、地域の北端を規定する。沿道は、一般住宅と商店・病院等が入り混じる。青森市営バスの東部営業所に向かう路線の大部分が通過する。
- 2号遊歩道 - 1丁目と2丁目の間を通過する。かつての東北本線の敷地が遊歩道として整備された。沿道には青森県立中央病院がある。
- 国道4号青森東バイパス - 地域の南端、3丁目と、はまなすとの境界を通る。沿道には、学校や住宅のほか、郊外型商店が多数立地する。青森市営バスのほか、十和田観光電鉄バス・弘南バス・青森市市民バスの路線も通過する。
- 「県病通り」 - 市道松森八重田線の一部。1丁目の青森県民生協やえだ店付近から南に延び、青森県立中央病院前を経て、国道4号青森東バイパスまで伸びる。青森市営バス・青森市市民バス・下北交通がここを通過する。沿道は、北側に公的機関が多いが、青森県立中央病院から南には、調剤薬局のほか、喫茶店や一般商店等が立地する。

### おもな施設等
- 八重田浄化センター
- 青森県立青森若葉養護学校
- 青森県環境保健センター
- 青森県自治研修所
- スーパードラッグメガ東青森店
- 青森みちのく銀行東造道支店